# Jan-Lennard Struff
Jan-Lennard Struff (* 25. April 1990 in Warstein) ist ein deutscher Tennisspieler.

## Karriere
Sein erstes Spiel auf der ATP World Tour bestritt er 2012 beim MercedesCup in Stuttgart, für den er zusammen mit Robin Kern von der Turnierleitung eine Wildcard für die Doppelkonkurrenz erhielt. Sie verloren das Auftaktspiel mit 4:6 und 3:6 gegen die deutsche Paarung Dustin Brown und Christopher Kas. In der Saison 2012 gewann Struff im Einzel vier Turniere der ITF Future Tour und stand in Loughborough und Madrid im Finale eines ATP Challenger-Turniers. Im Doppel gewann er bei insgesamt sechs Finalteilnahmen zwei Titel auf der Future Tour. 2011 und 2012 gewann Jan-Lennard Struff jeweils die Deutsche Meisterschaft im Einzel.
Auf der ATP Tour konnte Struff 2014 drei Halbfinals erreichen. Beim Turnier in Marseille kam das Aus gegen den Weltranglistenzehnten Jo-Wilfried Tsonga (6:7, 5:7), in München gegen den Italiener Fabio Fognini (3:6, 1:6) und in Metz gegen den späteren Sieger David Goffin (6:7, 3:6). Im Mai 2014 gewann er in Heilbronn seinen ersten Titel auf der Challenger Tour. Im Endspiel besiegte er Márton Fucsovics mit 6:2, 7:6. Durch den Turniersieg und weitere Erfolge im Laufe der Saison verbesserte er sich bis Oktober 2014 auf Rang 46 der ATP-Weltrangliste, seine bis dahin beste Platzierung.
Wegen ausbleibenden sportlichen Erfolgs trennte sich Struff im Juli 2015 vom Trainer-Duo Christoph Reichert, früherer Bundesliga-Trainer in Hagen, und Ute Strakerjahn. Neuer Trainer wurde Carsten Arriens, ehemaliger und im Streit geschiedener Davis-Cup-Teamchef. Ute Strakerjahn hatte 2011 einen Trainervertrag mit Struff abgeschlossen, demzufolge sie mit einem Anteil von 20 Prozent an den Preisgeldern und sämtlichen Werbeeinnahmen Struffs partizipiert. Die Regelung sollte auch noch nach Vertragsende sechs Jahre wirken. 2016 reichte Strakerjahn Klage ein und forderte eine Nachzahlung sowie eine Beteiligung an den Einkünften bis 2022. Sowohl das Landgericht Arnsberg im Jahr 2017 in der ersten als auch das Oberlandesgericht Hamm 2018 in der zweiten Instanz gaben Strakerjahn Recht und sprachen ihr knapp 275.000 Euro zu.
Im Herbst 2015 folgten die Challenger-Siege in Stettin und Orléans, 2016 legte Struff auf gleicher Ebene die Erfolge in Alphen aan den Rijn und Mons nach.
Anfang November 2016 gelang dem Deutschen ein weiterer Erfolg: Bei den BNP Paribas Masters konnte Struff in der zweiten Runde den amtierenden US-Open-Champion und Weltranglisten-Dritten Stan Wawrinka mit 3:6, 7:6, 7:6 bezwingen. Damit schlug er erstmals einen Top-20-Spieler und zog zum ersten Mal in die dritte Runde eines ATP Masters ein.
Im Oktober 2018 besiegte er mit seinem Partner, dem Japaner Ben McLachlan, im Finale des Doppel-Wettbewerbs der Rakuten Open in Tokio das Duo Raven Klaasen und Michael Venus mit 6:4 und 7:5 und feierte so seinen ersten Titel auf der ATP Tour. Im Januar 2019 konnte er diesen Erfolg beim Turnier in Auckland mit einem erneuten Sieg mit seinem Partner Ben McLachlan über das Duo Raven Klaasen und Michael Venus bestätigen. Im Einzel stand er zudem im Halbfinale. Bei den French Open kam er im Juni 2019 erstmals in das Achtelfinale eines Grand-Slam-Turniers, bei dem er in drei Sätzen gegen die Nummer eins der Setzliste Novak Đoković scheiterte. Beim ATP-Turnier in Stuttgart erreichte Struff das Halbfinale, wodurch er im Einzel-Ranking auf Platz 35 kletterte, seine bis dahin beste Platzierung.
Nachdem Struff seine bisherigen drei ATP-Einzelfinals verloren hatte, feierte er am 21. April 2024 seinen ersten Einzel-Turniersieg. Im Endspiel des Münchener 250er-Turniers besiegte er Taylor Fritz mit 7:5 und 6:3.

### Davis Cup
2015 debütierte Struff für die deutsche Davis-Cup-Mannschaft gegen Frankreich und unterlag in seinem Auftakt-Match dem Weltranglisten-14. Gilles Simon in über vier Stunden mit 6:7, 6:2, 7:6, 2:6 und 8:10. Sein zweites Match gegen Nicolas Mahut konnte er mit 7:6, 6:3 gewinnen. Außerdem konnte Struff im September 2016 beim Davis-Cup-Relegationsmatch gegen Polen den entscheidenden dritten Sieg gegen Hubert Hurkacz (7:6, 6:4, 6:1) einfahren und dadurch den Verbleib der deutschen Mannschaft in der Weltgruppe sichern. Auch im Jahr 2017 sicherte Struff gegen Portugal mit Siegen im Doppel mit Debütant Tim Pütz und nach abgewehrten Matchball im Einzel gegen João Sousa den Verbleib in der Weltgruppe des Davis Cups. Im Jahr 2018 gewannen Pütz und Struff – auch „Tim und Struffi“ genannt – ihre Doppel gegen Australien und Spanien.

## Engagement
Struff äußert sich öffentlich zum Thema Klimaschutz. Er schloss sich einer Ankündigung der Spieler Nick Kyrgios, Novak Đoković oder Julia Görges an, im Rahmen der Buschbrände in Australien 2019/2020 eine Spende zu leisten, um damit eine Botschaft an alle zu senden. Er äußerte sich 2020 in einem Interview mit dem Spiegel zu den Bränden und der Klimakrise: „Es ist allgegenwärtig. Einfach eine Tragödie, was hier passiert. Wenn man in den Nachrichten sieht, wie jemand Koalas aus dem Feuer zieht, ist das schon sehr traurig. Ich möchte das auch gar nicht ausblenden.“ Seit 2020 ist Jan-Lennard Struff auch Mitglied bei High Impact Athletes, einer Organisation die prominente Sportler und deren Spenden auflistet. Darüber hinaus sitzt Struff seit 2021 auch im Beirat der WIWIN Green Impact Fund GmbH. Die Gesellschaft verbindet Aufklärung im Bereich der nachhaltigen Investments mit einem Impact-Aktienfonds.

## Erfolge
| Legende (Anzahl der Siege)  |
| Grand Slam                  |
| ATP World Tour Finals       |
| ATP World Tour Masters 1000 |
| ATP World Tour 500 (2)      |
| ATP World Tour 250 (3)      |
| ATP Challenger Tour (13)    |

| Titel nach Belag |
| Hartplatz (4)    |
| Sand (1)         |
| Rasen (0)        |

### Einzel

#### Turniersiege

##### ATP World Tour
| Nr. | Datum          | Turnier | Belag | Finalgegner  | Ergebnis |
| --- | -------------- | ------- | ----- | ------------ | -------- |
| 1.  | 21. April 2024 | München | Sand  | Taylor Fritz | 7:5, 6:3 |

##### ATP Challenger Tour
| Nr. | Datum              | Turnier             | Belag         | Finalgegner         | Ergebnis      |
| --- | ------------------ | ------------------- | ------------- | ------------------- | ------------- |
| 1.  | 18. Mai 2014       | Heilbronn           | Sand          | Márton Fucsovics    | 6:2, 7:65     |
| 2.  | 20. September 2015 | Stettin             | Sand          | Artem Smyrnow       | 6:4, 6:3      |
| 3.  | 4. Oktober 2015    | Orléans             | Hartplatz (i) | Jerzy Janowicz      | 5:7, 6:4, 6:3 |
| 4.  | 11. September 2016 | Alphen aan den Rijn | Sand          | Robin Haase         | 6:4, 6:1      |
| 5.  | 9. Oktober 2016    | Mons                | Hartplatz (i) | Vincent Millot      | 6:2, 6:0      |
| 6.  | 9. Juli 2022       | Braunschweig        | Sand          | Maximilian Marterer | 6:2, 6:2      |

#### Finalteilnahmen
| Nr. | Datum         | Turnier   | Belag | Finalgegner            | Ergebnis        |
| --- | ------------- | --------- | ----- | ---------------------- | --------------- |
| 1.  | 2. Mai 2021   | München   | Sand  | Nikolos Bassilaschwili | 4:6, 6:75       |
| 2.  | 7. Mai 2023   | Madrid    | Sand  | Carlos Alcaraz         | 4:6, 6:3, 3:6   |
| 3.  | 18. Juni 2023 | Stuttgart | Rasen | Frances Tiafoe         | 6:4, 6:71, 6:78 |

### Doppel

#### Turniersiege

##### ATP World Tour
| Nr. | Datum              | Turnier  | Belag         | Partner           | Finalgegner                          | Ergebnis          |
| --- | ------------------ | -------- | ------------- | ----------------- | ------------------------------------ | ----------------- |
| 1.  | 7. Oktober 2018    | Tokio    | Hartplatz     | Ben McLachlan     | Michael Venus Raven Klaasen          | 6:4, 7:5          |
| 2.  | 12. Januar 2019    | Auckland | Hartplatz     | Ben McLachlan     | Michael Venus Raven Klaasen          | 6:3, 6:4          |
| 3.  | 22. September 2019 | Metz     | Hartplatz (i) | Robert Lindstedt  | Nicolas Mahut Édouard Roger-Vasselin | 2:6, 7:61, [10:4] |
| 4.  | 2. März 2024       | Dubai    | Hartplatz     | Tallon Griekspoor | Ivan Dodig Austin Krajicek           | 6:4, 4:6, [10:6]  |

##### ATP Challenger Tour
| Nr. | Datum              | Turnier                 | Belag         | Partner           | Finalgegner                       | Ergebnis          |
| --- | ------------------ | ----------------------- | ------------- | ----------------- | --------------------------------- | ----------------- |
| 1.  | 13. September 2014 | Stettin                 | Sand          | Dustin Brown      | Tomasz Bednarek Igor Zelenay      | 6:2, 6:4          |
| 2.  | 13. September 2015 | Alphen aan den Rijn (1) | Sand          | Tobias Kamke      | Victor Hănescu Adrian Ungur       | 7:61, 3:6, [10:7] |
| 3.  | 10. September 2016 | Alphen aan den Rijn (2) | Sand          | Daniel Masur      | Robin Haase Boy Westerhof         | 6:4, 6:1          |
| 4.  | 13. Januar 2017    | Canberra                | Hartplatz     | Andre Begemann    | Carlos Berlocq Andrés Molteni     | 6:3, 6:4          |
| 5.  | 10. September 2017 | Genua                   | Sand          | Tim Pütz          | Guido Andreozzi Ariel Behar       | 7:65, 7:68        |
| 6.  | 9. Juli 2022       | Braunschweig            | Sand          | Marcelo Demoliner | Roman Jebavý Adam Pavlásek        | 6:4, 7:5          |
| 7.  | 5. November 2022   | Bergamo                 | Hartplatz (i) | Henri Squire      | Jonathan Eysseric Albano Olivetti | 6:4, 6:75, [10:7] |

#### Finalteilnahmen
| Nr. | Datum            | Turnier   | Belag         | Partner        | Finalgegner                         | Ergebnis          |
| --- | ---------------- | --------- | ------------- | -------------- | ----------------------------------- | ----------------- |
| 1.  | 12. Januar 2018  | Sydney    | Hartplatz     | Viktor Troicki | Łukasz Kubot Marcelo Melo           | 3:6, 4:6          |
| 2.  | 2. März 2019     | Dubai     | Hartplatz     | Ben McLachlan  | Rajeev Ram Joe Salisbury            | 6:74, 3:6         |
| 3.  | 16. Februar 2020 | Rotterdam | Hartplatz (i) | Henri Kontinen | Pierre-Hugues Herbert Nicolas Mahut | 6:75, 6:4, [7:10] |
| 4.  | 21. April 2024   | München   | Sand          | Andreas Mies   | Yuki Bhambri Albano Olivetti        | 6:76, 6:75        |

## Abschneiden bei Grand-Slam-Turnieren

### Einzel
| Turnier1                   | 2025 | 2024  | 2023  | 2022 | 2021  | 2020  | 2019  | 2018  | 2017  | 2016  | 2015 | 2014  | 2013 | 2012 | 2011 | 2010 | 2009 | Gesamt  |
| -------------------------- | ---- | ----- | ----- | ---- | ----- | ----- | ----- | ----- | ----- | ----- | ---- | ----- | ---- | ---- | ---- | ---- | ---- | ------- |
| Australian Open            | 1R   | 2R    | 1R    | 1R   | 1R    | 1R    | 1R    | 2R    | 1R    | Q2    | 1R   | 1R    | Q3   | –    | –    | –    | –    | 2R      |
| French Open                | 1R   | 3R    | 1R    | –    | AF    | 2R    | AF    | 2R    | 1R    | 1R    | 1R   | 2R    | 1R   | –    | –    | –    | –    | AF      |
| Wimbledon                  | 3R   | 3R    | –     | 1R   | 1R    | n. a. | 3R    | 3R    | 1R    | 1R    | 1R   | 1R    | 2R   | –    | –    | –    | –    | 3R      |
| US Open                    |      | 1R    | –     | Q2   | 1R    | 3R    | 2R    | 3R    | 1R    | 1R    | Q2   | 2R    | 1R   | –    | Q1   | –    | –    | 3R      |
| Gewonnene Einzel-Titel     | 0    | 1     | 0     | 0    | 0     | 0     | 0     | 0     | 0     | 0     | 0    | 0     | 0    | 0    | 0    | 0    | 0    | 1       |
| Gesamt-Siege/-Niederlagen2 | 0:0  | 30:21 | 20:17 | 8:13 | 26:30 | 15:15 | 35:39 | 23:25 | 28:29 | 13:18 | 5:19 | 15:17 | 4:9  | 0:0  | 0:0  | 0:0  | 0:0  | 223:244 |
| Jahresendposition          | –    | 42    | 25    | 150  | 51    | 36    | 35    | 57    | 53    | 63    | 107  | 59    | 107  | 168  | 239  | 359  | 702  | N/A     |

Zeichenerklärung: S = Turniersieg; F, HF, VF, AF = Einzug ins Finale / Halbfinale / Viertelfinale / Achtelfinale; 1R, 2R, 3R = Ausscheiden in der 1. / 2. / 3. Hauptrunde bzw. Q1, Q2, Q3 = Ausscheiden in der 1. / 2. / 3. Qualifikationsrunde
1 Turnierresultat in Klammern bedeutet, dass der Spieler das Turnier noch nicht beendet hat; es zeigt seinen aktuellen Turnierstatus an. Nachdem der Spieler das Turnier beendet hat, wird die Klammer entfernt.

2 Stand: 4. November 2024

### Doppel
| Turnier         | 2014 | 2015 | 2016 | 2017 | 2018 | 2019 | 2020 | 2021 | 2022 | 2023 | Karriere |
| --------------- | ---- | ---- | ---- | ---- | ---- | ---- | ---- | ---- | ---- | ---- | -------- |
| Australian Open | —    | 1    | —    | 1    | HF   | 1    | VF   | —    | 2    | —    | HF       |
| French Open     | —    | 1    | —    | 2    | 1    | 1    | 1    | AF   | —    | 1    | AF       |
| Wimbledon       | 2    | —    | 2    | 1    | VF   | 1    |      | —    | —    | —    | VF       |
| US Open         | 2    | —    | —    | 1    | 1    | 1    | 1    | 1    | —    | —    | 2        |